# Вовк іберійський
Вовк іберійський (Canis lupus signatus), серед місцевих жителів відомий як Lobo, — підвид звичайного вовка, який населяє ліси і рівнини північної Португалії та північно-західної Іспанії.

## Їжа
Іберійський вовк живе в маленьких групах. Вони вважаються корисними, бо підтримують стабільність популяції диких кабанів, таким чином надаючи послугу зникаючій популяції глухарів, які дуже страждають від хижих кабанів. Він також харчується кролями, європейськими сарнами, благородними оленями, іспанськими козлами і навіть дрібними травоїдними і рибою. У деяких місцях вони їдять домашніх тварин, таких як вівці і телята.

## Історія
До 1900 року іберійські вовки населяли більшу частину Піренейського п-ова. Однак, франкістський уряд розпочав кампанію за їх знищення в 1950-х і 1960-х рр., винищивши вовків по всій Іспанії за винятком північно-західніої частини і деяких ізольованих областей у Сьєрра-Морені. Схожа політика у Португалії майже призвела до зникнення тварин на південь від річки Дуеро (деякі зграї вижили).
На щастя, деякі іспанські натуралісти і екологи, такі як Фелікс Родрігес де ла Фуенте, поклали кінець полюванню і зайнялися захистом тварини. Сьогодні полювання на вовків заборонено в Португалії, а в Іспанії дозволено лише в деяких її частинах. В цілому, ареал іберійського вовка розширився на Південь і Схід. Є повідомленняШаблон:Чьи, що вовки повертаються в країну басків і в провінції Мадрида і Гвадалахара. Нещодавно[коли?] самець вовка був знайдений в Каталонії, де останній місцевий вовк був убитий в 1929 році. Однак, це тварина не належало до іберійському підвиду, а несподівано виявилося італійським вовком (Canis lupus italicus). Він досяг регіону з Франції, можливо, з випущеною на волю зграї.
Деякі автори заявляють, що південно-східний іспанська вовк, останній раз помічений в Мурсії в 1930-х роках, був іншим підвидом Canis lupus deitanus. Він був ще меного розміру і більш рудого окрасу без темних плям. Обидва підвиди були встановлені Анхелем Кабрерою в 1907 році.
За дослідженнями 2003 року загальна чисельність становило близько 2 тис. У 2013 році в Португалії нараховано 300 особин.

## Пояснения
1. ↑  Large Carnivore Initiative for Europe (2007). Canis lupus: інформація на сайті МСОП (версія 3.1) (англ.)
2. ↑  Волки, кабаны и глухари. Архів оригіналу за 27 травня 2018. Процитовано 5 червня 2018.
3. ↑  Naturlink. Архів оригіналу за 4 травня 2008. Процитовано 5 червня 2018.